# 定慧寺 (北京)
39°55′20″N 116°16′30″E / 39.922222°N 116.275°E
定慧寺是位于北京市海淀区阜成路66号的一座汉传佛教寺院。

## 历史
定慧寺始建于明朝，初名“善法寺”，后改名“云惠寺”。康熙四十一年（1702年）赐名“定慧寺”。定慧寺在明朝、清朝是京西名刹。
《北京市志稿》第八卷《宗教志》载：“定慧寺在西郊阜成门外定慧寺村三十二号。寺为明刹，初名善法，后改名云惠，清康熙四十一年赐名定慧寺。内有碑三：一（明）万历二十七年（1599）修撰翁正春撰，一（明）正德六年（1511）大学士梁储撰，一（清）康熙五十一年（1712）侍讲学士励廷仪撰。”
1984年5月，在大雄宝殿后出土了两尊明代铜质布袋和尚像。1984年，在四季青乡南辛庄村发现一块“定慧寺开山第一代主持洪修和尚碑”。
如今，该寺位于“空军定慧寺干休所”大院内。

## 建筑
定慧寺坐北朝南，建筑布局为四合院，主体建筑有山门、天王殿、钟鼓楼、前殿、东西配殿、大殿，此外还有东跨院前后殿，约共40间殿房。山门门额及天王殿额均为清朝康熙帝御书。原来寺后有小山。大雄宝殿面阔三间，前出月台，后出厦，保存了明代建筑形式，内悬匾额为康熙帝御书“慈云广覆”（该匾额已无存）。
定慧寺现存山门、天王殿、大雄宝殿及东西配殿，均为明代建筑风格。此外，该寺还保留有明朝正德、万历年间石碑三座，清朝康熙、乾隆敕谕碑记两座。寺内有多株松柏，以松抱槐、皂角树为特色。